# أوسكار أريكسون (لاعب رماية)
أوسكار أريكسون هو لاعب رماية سويدي، ولد في 28 يونيو 1889 في أوربرو في السويد، وتوفي في 25 ديسمبر 1958.

## وصلات خارجية
- أوسكار أريكسون على موقع الاتحاد الدولي (الإنجليزية)
- أوسكار أريكسون على موقع أوليمبيديا (الإنجليزية)
- أوسكار أريكسون على موقع اللجنة الأولمبية السويدية (السويدية)